# Bălteni (okręg Ilfov)
Bălteni – wieś w Rumunii, w okręgu Ilfov, w gminie Periș. W 2011 roku liczyła 484 mieszkańców.